# Slaská
Slaská je obec na Slovensku v okrese Žiar nad Hronom v Banskobystrickém kraji, na severním okraji Žiarské kotliny.
První písemná zmínka o obci je z roku 1454. V obci je římskokatolický gotický kostel svatého Gála s opevněním z 15. století.